# Жигульовська ГЕС
Жигульовська гідроелектроста́нція (також Жигулівська ГЕС, Волзька (Куйбишевська) ГЕС ім. В. І. Леніна; рос. Жигулёвская ГЭС) — ГЕС на річці Волга в Самарській області, біля міст Жигульовськ і Тольятті. Є шостим ступенем і другою за потужністю ГЕС Волзько-Камського каскаду ГЕС.

## Загальні відомості
Будівництво ГЕС почалося в 1950, закінчилося в 1957. Особливістю геологічної будови гідровузла є велика відмінність берегів Волги. Високий урвистий правий берег складений тріщинуватими верхньокам'яновугільними вапняково-доломітовими породами. Лівий корінний берег долини складений пісками з прошарками і лінзами суглинків.
Склад споруд ГЕС:
- намивна земляна дамба довжиною 2800 м, шириною 750 і заввишки 52 м;
- бетонна водозливна гребля довжиною 980 м (максимальна пропускна витрата до 40 тис. м ³/с);
- будівля ГЕС суміщеного типу довжиною 700 м;
- двониткові судноплавні шлюзи з підхідними каналами.

Греблею ГЕС прокладені залізничний та автомобільний переходи через Волгу на магістралі Москва — Самара. Потужність Жигульовської ГЕС — 2372,5 МВт, середньорічне вироблення — 11,7 млрд кВт ∙ год. У будівлі ГЕС встановлено 8 поворотно-лопаткових гідроагрегатів потужністю по 125,5 МВт, 4 поворотно-лопаткових гідроагрегати потужністю по 120 МВт і 8 поворотно-лопаткових гідроагрегатів потужністю по 115 МВт, що працюють при розрахунковому напорі 22,5 м. Обладнання ГЕС застаріло і проходить модернізацію і заміну. Гребля ГЕС утворює велике Куйбишевське водосховище.
ГЕС спроєктована інститутом «Гідропроєкт».
Жигульовська ГЕС входить до складу ВАТ «РусГідро» на правах філії.

## Економічне значення

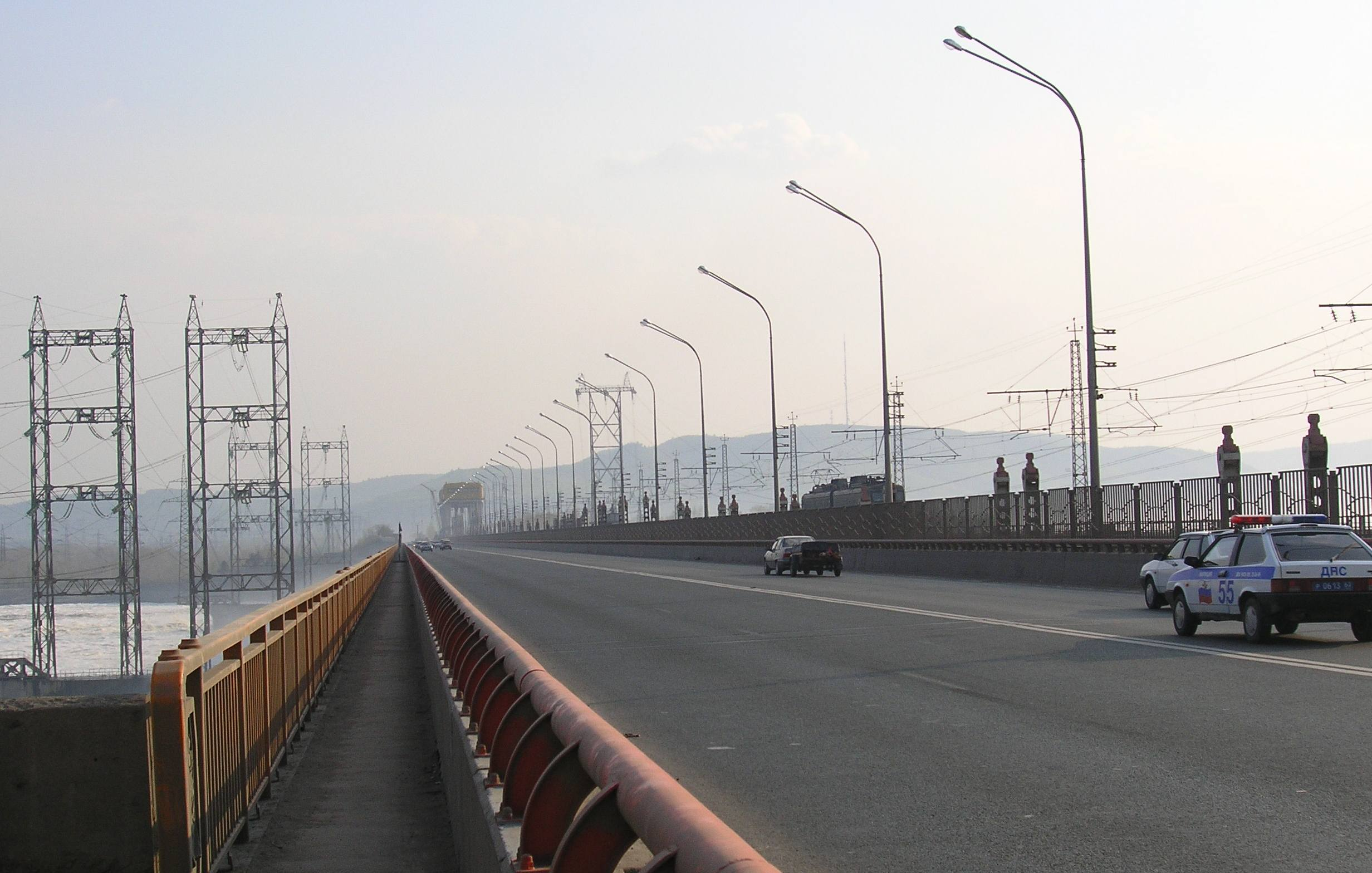
Автострада Автомагістраль M5 на греблі ГЕС

Жигульовська ГЕС бере участь у покритті пікових навантажень і регулювання частоти Єдиної енергосистеми країни, регулює стік вод Волги, сприяє ефективному її використанню нижче розташованими волзькими гідроелектростанціями, забезпечує створення судноплавних глибин і створює сприятливі умови для зрошення великих площ посушливих земель Заволжя. Електроенергія, що виробляється ГЕС, передається по чотирьох високовольтних лініях 500 кВ: по двох з них — в ОЕС Центру, по двох інших — в ОЕС Уралу і Середньої Волги.
Показники діяльності
| 2006    | 2007     | 2008     | 2009   | 2010  | 2011  | 2012   | 2013   | 2014   | 2015   |
| ------- | -------- | -------- | ------ | ----- | ----- | ------ | ------ | ------ | ------ |
| 9 586,2 | 11 742,2 | 10 722,5 | 10 765 | 9 024 | 8 800 | 10 339 | 11 705 | 10 484 | 10 398 |

## Історія будівництва

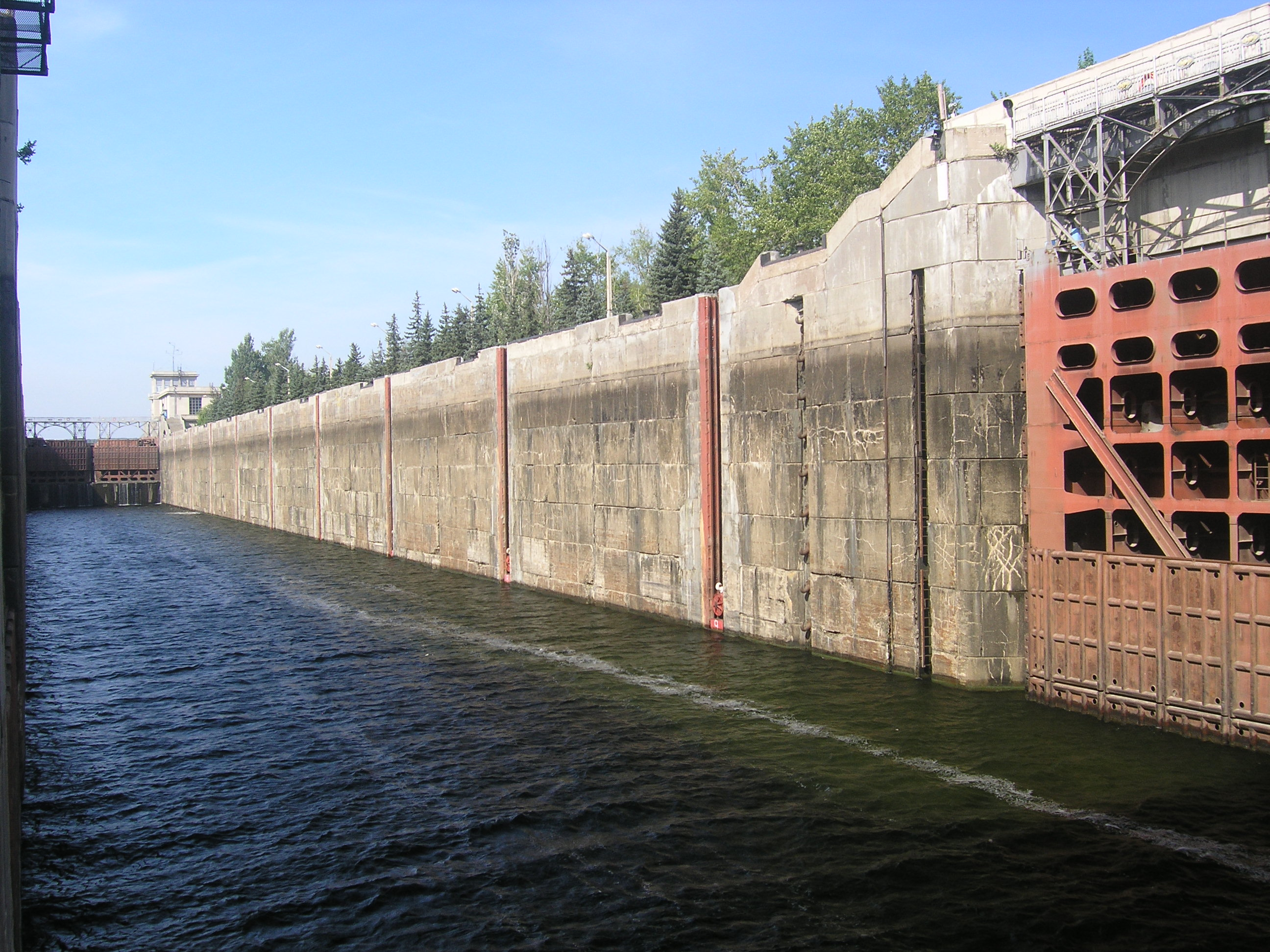
Шлюз № 22

Ідея енергетичного використання Волги у Самарської Луки була висунута Глібом Кржижановським ще в 1910 р. Через десятиліття інженер К. В. Богоявленський запропонував побудувати гідроелектростанцію у селища Переволоки на вододілі між Волгою і Усою, використавши природну різницю рівнів води. Але тяжке становище економіки країни не дозволило реалізувати цей проєкт.
На початку 1930-х рр.. в районі Самарської Луки і Ярославля почалися проектно-вишукувальні роботи з енергетичного використання Волги, за підсумками яких було запропоновано безліч схем різного розташування гідровузлів. У 1937 р. було прийнято рішення про будівництво Куйбишевського гідровузла на вододілі біля селищ Красна Глинка і Переволоки. При будівництві застосовувалася праця в'язнів ГУЛАГу (Самарський ВТТ, понад 30 тис. осіб)). Восени 1940 р. в районі розташування майбутньої ГЕС були виявлені нафтоносні площі, у зв'язку з чим будівництво було припинено.
Фахівці інституту «Гідропроєкт» продовжили дослідження в 1949 р. Підсумком досліджень стало рішення про спорудження Куйбишевського гідровузла в районі міста Жигульовськ. 21 серпня 1950 р. затверджено проєкт будівництва Куйбишевської ГЕС потужністю 2,1 млн кВт. На місці майбутньої гідроелектростанції розгорнулися будівельні роботи, які знову велися з використанням праці ув'язнених (Кунеєвський ВТТ, 46600 осіб). Для будівництва було створено спеціальний трест «Куйбышевгидрострой». Волзька ГЕС ім. В. І. Леніна була побудована в рекордно короткі терміни — з 1950 по 1957 рр..
У липні 1955 р. через нижні суднові шлюзи греблі пройшов перший пароплав. У листопаді того ж року було перекрито основне річище Волги, а 29 грудня — запущено в промислову експлуатацію перший гідроагрегат. Менше ніж через рік після цієї події, в жовтні 1956 р., Куйбишевська ГЕС виробила перший мільярд кіловат-годин електроенергії.
Будівництво ГЕС велося ударними темпами. Так, у 1956 р. в експлуатацію було введено 12 агрегатів, у 1957 р. ― ще 7. 10 серпня 1958 р. станцію перейменували в Волзьку ГЕС ім. Леніна, а в травні 1959 р. всі споруди гідровузла було прийнято в промислову експлуатацію.
Куйбишевський гідровузол — унікальна споруда, що не має аналогів у світовій практиці гідротехнічного будівництва. За сім років на будівництві було виконано 193,9 млн м ³ земляних робіт, укладено 7,67 млн м ³ бетону, змонтовано 200 тис. т металоконструкцій та обладнання. Максимальна добова інтенсивність укладання бетону досягала в 1955 р. тут 19 тис. м ³ (на 3,3 тис. м³/добу. Вища, ніж інтенсивність укладання бетону на будівництві ГЕС Гранд-Кулі в США).
Волга була також перекрита за рекордно короткий час — 19,5 год у період, коли її витрата становила 3800 м³/с. Кожен агрегат потужністю 105 тис. кВт монтувався в середньому близько 1 місяця, тобто прийнятий у вітчизняній і зарубіжній практиці час було скорочено більш ніж у два рази. Але експлуатація агрегатів показала, що їх реальна потужність, що розвивається, на відміну від проєктної, становить не 105 МВт, а 115 МВт, що дозволило зробити перемаркування агрегатів і довести встановлену потужність гідроелектростанції до 2,3 ГВт.

## Реконструкція станції
Застаріле обладнання станції активно реконструюється. Завдяки введенню в експлуатацію в 1998 мікропроцесорної системи автоматичного комерційного обліку електроенергії, а також цифрової АТС кабельної локальної мережі підстанцій і машинного залу інформаційне постачання диспетчерського та управлінського персоналу піднялося на новий, сучасніший якісний рівень. У 2000-х роках повністю оновлено тракт видачі електроенергії, проведена реконструкція розподільчих пристроїв 110 і 220 кВ, ведуться роботи з реконструкції розподільчого пристрою 500 кВ. також проводиться поступова модернізація гідросилового обладнання. Ще в 1980-х роках були реконструйовані гідрогенератори, що дозволяє надалі збільшити потужність гідроагрегатів. У 2000-х роках почалася заміна гідротурбін. На першому етапі, замінюється шість гідротурбін, причому потужність чотирьох з них зростає на 5 МВт, а двох — на 7,5 МВт, таким чином, потужність станції після першого етапу реконструкції досягне 2335 МВт. 5 лютого 2007 року потужність Жигульовської ГЕС зросла на 15 МВт за рахунок заміни трьох гідротурбін (станційні номери 5, 10 і 15) і досягла 2315 МВт, у 2008 році реконструкція турбін була продовжена, зокрема, 1 листопада 2008 року після заміни турбіни було проведено перемаркування гідроагрегата № 3, потужність станції становить 2320 МВт. Постачальник робочих коліс перших шести реконструйованих гідроагрегатів — ВАТ «Силовые машины». Реконструкція решти гідроагрегатів буде виконана за рахунок коштів кредиту ЄБРР, постачальника обладнання поки не визначено. У серпні 2008 року було оголошено конкурс на заміну двох гідротурбін станції; відповідно до умов конкурсу нові гідротурбіни повинні бути введені в дію у 2011 році.